# Joachim Kwetzinsky
Joachim Victor Birkeland Kjelsaas von Kwetzinsky-Stetzenkow (* 8. April 1978 in Oslo), kurz Joachim Kwetzinsky genannt, ist ein norwegischer klassischer Pianist.
Er studierte an der Norwegischen Musikhochschule und war Schüler von Einar Steen-Nøkleberg, Liv Glaser und Jiri Hlinka. Er gab Konzerte in über 20 Ländern und veröffentlichte mehrere Alben. Er ist u. a. für seine Zusammenarbeit mit David Arthur Skinner, Johannes Martens und Marcus Paus bekannt.
Kwetzinsky wurde 2002 mit dem Concours-Grieg-Preis und 2009 mit dem Robert-Levin-Preis ausgezeichnet.

## Diskografie
- Polyphonic Dialogues, 2L
- Figments and Fragments, 2L
- Marcus Paus: Trauermusik/4 Memento Mori/Sonata for Cello and Piano, Aurora, 2013
- En hellig, alminnelig lek, Grappa Musikkforlag, 2018
- Dypt i forledelsen, 2020